# Uroplatus sameiti
Uroplatus sameiti is een hagedis die behoort tot de gekko's. Het is een van de soorten bladstaartgekko's uit het geslacht Uroplatus.

## Naam en indeling
De wetenschappelijke naam van de soort werd voor het eerst voorgesteld door Wolfgang Böhme en Pierre Leonhard Ibisch in 1990. Vroeger werd de gekko als een ondersoort van Uroplatus sikorae beschouwd en oorspronkelijk werd de wetenschappelijke naam Uroplatus sikorae sameiti gebruikt.
De soortaanduiding sameiti is een eerbetoon aan Joachim Sameit, die verschillende exemplaren verzamelde.

## Verspreiding en habitat

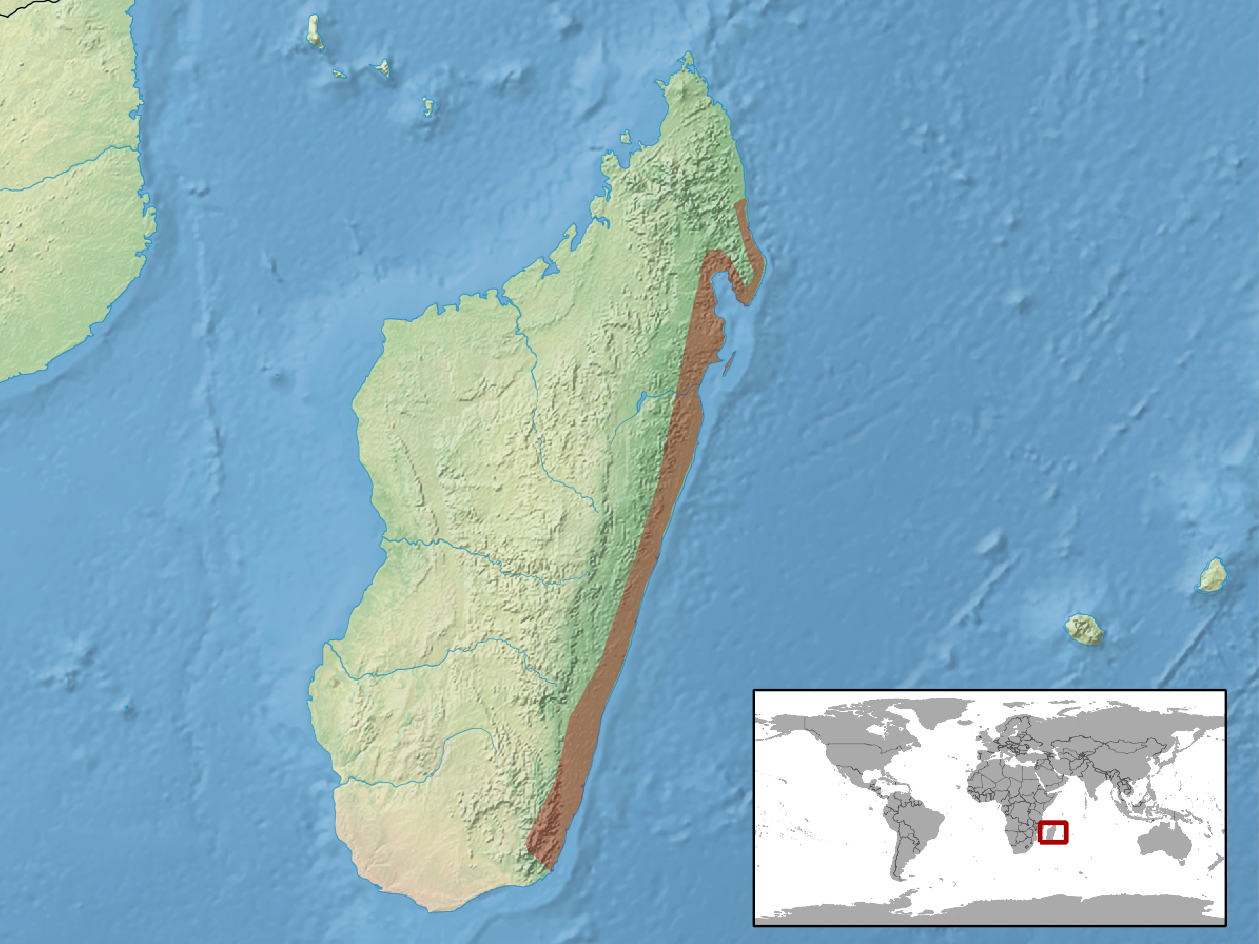
Verspreidingsgebied in het rood.

De soort komt voor in delen van Afrika en leeft endemisch in zuidoostelijk Madagaskar. De habitat bestaat uit vochtige tropische en subtropische laaglandbossen. De bladstaartgekko is aangetroffen van zeeniveau tot op een hoogte van ongeveer 677 meter boven zeeniveau.

## Beschermingsstatus
Door de internationale natuurbeschermingsorganisatie IUCN is de beschermingsstatus 'veilig' toegewezen (Least Concern of LC).